# Vágner Rogério Nunes
Vágner Rogerio Nunes és un exfutbolista brasiler, nascut el 19 de març de 1973. Ocupava la posició de migcampista.
Ha militat en diversos equips del seu país, així com a l'AS Roma italià i el Celta de Vigo gallec.
Ha estat un cop internacional amb la selecció de futbol del Brasil, tot participant en la Copa Confederacions de 2001.